# Геміш Бонд
Геміш Бонд  (англ. Hamish Bond; нар. 13 лютого 1986) — новозеландський веслувальник, олімпійський чемпіон.

## Виступи на Олімпіадах
| Олімпіада           | Дисципліна                        | Місце |
| ------------------- | --------------------------------- | ----- |
| Пекін 2008          | четвірка розстібна без стернового | 7     |
| Лондон 2012         | двійка розстібна без стернового   | 1     |
| Ріо-де-Жанейро 2016 | двійка розстібна без стернового   | 1     |
| Токіо 2020          | вісімки                           | 1     |